# Diego Reyes
Pour les articles homonymes, voir Reyes.
Diego Antonio Reyes, né le 19 septembre 1992 à Mexico, est un footballeur international mexicain qui évolue au poste de défenseur dans le club des Tigres.

## Biographie
Alors qu'il devait participer à la Coupe du monde 2018, Diego Reyes doit déclarer forfait quatre jours avant l'entrée en lice du Mexique. Non remis d'une blessure aux ischio-jambiers, il n'était plus en mesure de disputer la compétition.

## Carrière en club

### Amérique
Reyes est issu de l'académie de jeunesse du América et était considéré comme l'un de leurs jeunes espoirs. Il a fait ses débuts pour le club le 25 avril 2010 à l'âge de 17 ans lors d'un match de championnat contre Santos Laguna au Estadio Azteca, apparaissant comme remplaçant à la 86e minute à la place d'Ángel Reyna, l'auteur du seul but du match. Reyes a marqué son premier but contre Estudiantes Tecos lors du tournoi Clausura 2011. Il a marqué son deuxième but contre Morelia lors d'une défaite en quarts de finale de 2-3 lors de ce même tournoi. Il a progressivement consolidé sa place dans le onze de départ de l'équipe.
Reyes a joué son dernier match avec América le 26 mai 2013, lors de la finale du tournoi Clausura de la saison 2012-2013 de la Liga MX contre Cruz Azul, bien qu'il n'ait joué que 26 minutes du match. En raison de l'expulsion de Jesús Molina, Reyes a été déplacé au milieu de terrain, mais a ensuite été remplacé par Miguel Layún.

### Porto
Le 17 décembre 2012, il a été annoncé que Reyes serait transféré au club portugais FC Porto le 1er juillet 2013 pour un montant de transfert de 7 millions d'euros,,,, avec la moitié des 3,5 millions d'euros de frais de transfert soutenus par Gol Football Luxembourg dans le cadre du rachat de James Rodríguez par Gol Football.
Reyes a fait ses débuts pour Porto le 13 juillet en finale de la Coupe du Valais contre le club français Marseille, entrant en jeu en tant que remplaçant à la 80e minute du match. Son coéquipier mexicain Héctor Herrera a également fait ses débuts avec Porto lors du même match, qui s'est soldé par une victoire 3-0.

#### Prêt à la Real Sociedad
Le 14 juillet 2015, le club espagnol de La Liga Real Sociedad a annoncé avoir conclu un accord avec Porto pour un prêt d'une saison de Reyes, sans option d'achat définitive,. Reyes a fait ses débuts le 22 août lors d'un match nul 0-0 contre Deportivo de La Coruña. Le 18 octobre, il a reçu son premier carton rouge avec la Real Sociedad lors de la défaite 0-2 contre Atlético Madrid, recevant deux cartons jaunes en l'espace de deux minutes pour contestation.
Le 8 février 2016, Reyes a marqué son premier but pour la Real Sociedad lors de la victoire 5-0 à l'extérieur contre RCD Espanyol.

#### Prêt à l'Espanyol

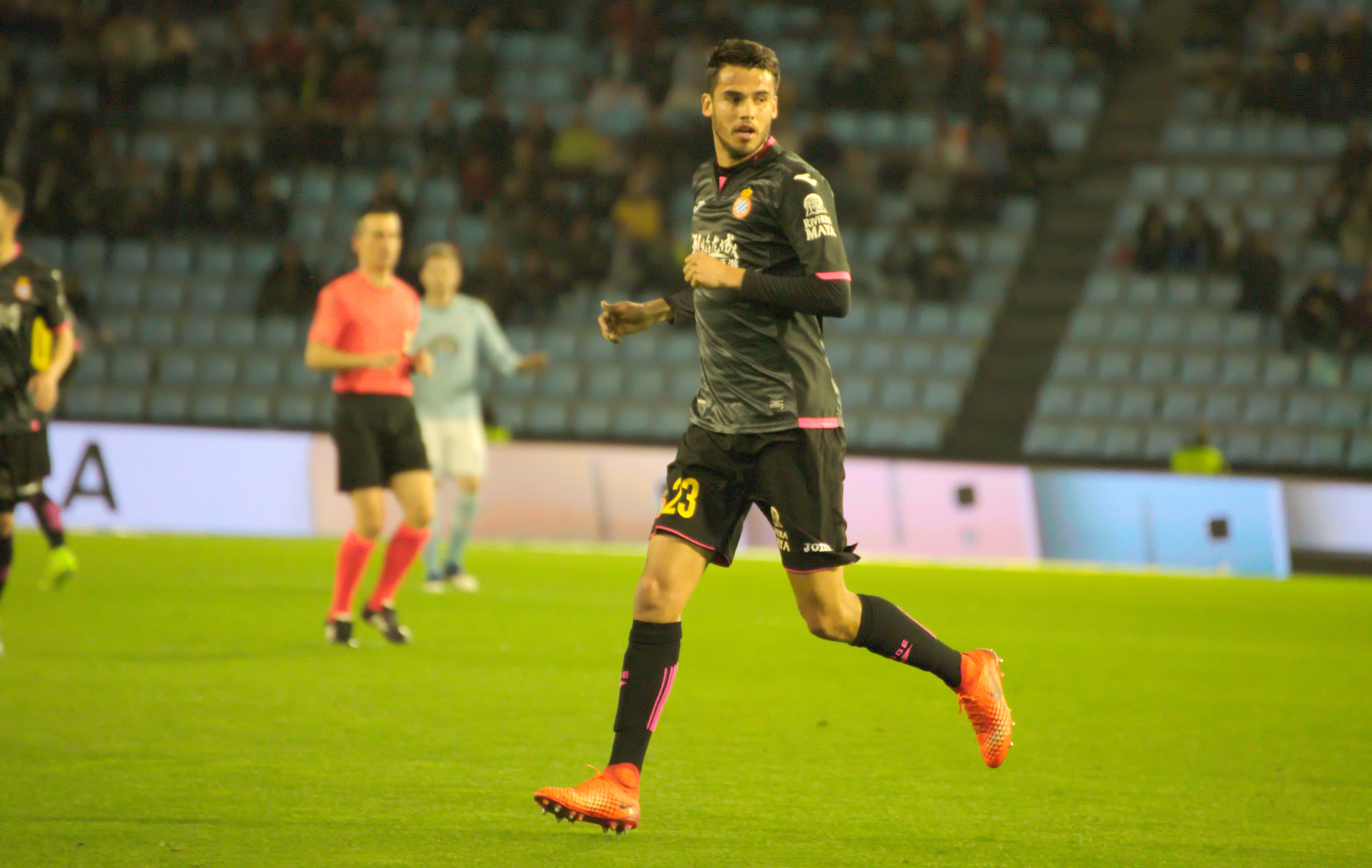
Reyes jouant pour l'Espanyol en 2017.

Le 31 août 2016, Reyes rejoint le club espagnol de l'Espanyol en prêt d'une saison, le club ayant l'option d'acheter le joueur à la fin du prêt. Le 30 octobre, Reyes a marqué son premier but pour l'Espanyol lors de la victoire 0-1 à l'extérieur contre Real Betis.

## Statistiques
| Saison                | Club                         | Championnat           | Championnat | Championnat | Coupe nationale | Coupe nationale | Coupe de la Ligue | Coupe de la Ligue | Supercoupe | Supercoupe | Compétition(s) continentale(s) | Compétition(s) continentale(s) | Compétition(s) continentale(s) | Total | Total |
| Saison                | Club                         | Division              | M.          | B.          | M.              | B.              | M.                | B.                | M.         | B.         | Comp.                          | M.                             | B.                             | M.    | B.    |
| 2009-2010             | Club América                 | Liga MX               | 1           | 0           | -               | -               | -                 | -                 | -          | -          | -                              | -                              | -                              | 1     | 0     |
| 2010-2011             | Club América                 | Liga MX               | 19          | 2           | -               | -               | -                 | -                 | -          | -          | -                              | 4                              | 0                              | 23    | 2     |
| 2011-2012             | Club América                 | Liga MX               | 28          | 0           | -               | -               | -                 | -                 | -          | -          | -                              | -                              | -                              | 28    | 0     |
| 2012-2013             | Club América                 | Liga MX               | 35          | 1           | 6               | 0               | -                 | -                 | -          | -          | -                              | -                              | -                              | 41    | 1     |
| Sous-total            | Sous-total                   | Sous-total            | 83          | 3           | 6               | 0               | -                 | -                 | -          | -          | -                              | 4                              | 0                              | 93    | 3     |
| 2013-2014             | FC Porto                     | Primeira Liga         | 5           | 0           | 4               | 0               | -                 | -                 | -          | -          | C3                             | 4                              | 0                              | 13    | 0     |
| 2014-2015             | FC Porto                     | Primeira Liga         | 3           | 0           | 4               | 0               | -                 | -                 | -          | -          | C1                             | 2                              | 0                              | 9     | 0     |
| 2017-2018             | FC Porto                     | Primeira Liga         | 14          | 0           | 3               | 0               | 2                 | 1                 | -          | -          | C1                             | 6                              | 0                              | 25    | 1     |
| Sous-total            | Sous-total                   | Sous-total            | 22          | 0           | 11              | 0               | 2                 | 1                 | -          | -          | -                              | 12                             | 0                              | 47    | 1     |
| 2015-2016             | Real Sociedad (prêt)         | Liga                  | 27          | 2           | 1               | 0               | -                 | -                 | -          | -          | -                              | -                              | -                              | 28    | 2     |
| Sous-total            | Sous-total                   | Sous-total            | 27          | 2           | 1               | 0               | -                 | -                 | -          | -          | -                              | -                              | -                              | 28    | 2     |
| 2016-2017             | Espanyol de Barcelone (prêt) | Liga                  | 34          | 1           | 1               | 0               | -                 | -                 | -          | -          | -                              | -                              | -                              | 35    | 1     |
| Sous-total            | Sous-total                   | Sous-total            | 34          | 1           | 1               | 0               | -                 | -                 | -          | -          | -                              | -                              | -                              | 35    | 1     |
| 2018-2019             | Fenerbahçe SK                | Süper Lig             | 6           | 0           | -               | -               | -                 | -                 | -          | -          | C3                             | 4                              | 0                              | 10    | 0     |
| Sous-total            | Sous-total                   | Sous-total            | 6           | 0           | -               | -               | -                 | -                 | -          | -          | -                              | 4                              | 0                              | 10    | 0     |
| Total sur la carrière | Total sur la carrière        | Total sur la carrière | 172         | 8           | 18              | 0               | 2                 | 1                 | -          | -          | -                              | 20                             | 0                              | 212   | 9     |

## Palmarès

### En club
- Championnat du Portugal en 2018

### En équipe nationale
- Équipe du Mexique des moins de 20 ans
  - Vainqueur du Championnat de la CONCACAF des moins de 20 ans en 2011
  - Troisième de la Coupe du monde des moins de 20 ans en 2011

- Équipe du Mexique olympique
  - Vainqueur des Jeux Panaméricains en 2011
  - Vainqueur du Tournoi de Toulon en 2012
  - Vainqueur du Tournoi masculin de football aux Jeux olympiques d'été de 2012

- Mexique
  - Vainqueur de la Gold Cup en 2019